# Stor spjutnäsa
Stor spjutnäsa (Vampyrum spectrum) är en fladdermus i familjen bladnäsor som förekommer i Centralamerika och norra Sydamerika.

## Utseende
Den är den enda arten i sitt släkte, Vampyrum, och den största av alla amerikanska fladdermöss med ett vingspann som kan vara nära en meter och en vikt på 145-190 gram. Kroppslängden varierar mellan 12,5 och 13,5 cm. Öronen är långa (cirka 4 cm) och rundade och den cirka 17 mm långa noslappen är spetsig. Ett annat kännetecken är att någon svans inte är synlig. Pälsen är rödbrun med en något ljusare undersida. Stor spjutnäsa har fyra framtänder i över- och underkäken. Närbesläktade fladdermöss har bara två framtänder i underkäken. Tandformeln är I 2/2 C 1/1 P 2/3 M 3/3, alltså 34 tänder.

## Ekologi
Dess habitat är skogsområden. Individerna har ett stort hemområde och lever i små och spridda populationer.
Under dagen vilar fladdermössen i små grupper om 1-5 individer i ihåliga träd. En grupps sammansättning är vanligen en fullvuxen hona och hane och deras avkomma. Med början i skymningen ger sig fladdermössen ut för att jaga. Till dess byten hör olika mindre djur, både små däggdjur som gnagare och fåglar. Även andra mindre fladdermöss har observerats ingå i bytesvalet. Om fortplantningen råder ofullständig kännedom, men när ett par bildats håller individerna ihop under lång tid. Honan får en unge åt gången och båda föräldrarna skyddar avkomman. Med människans vård kan stor spjutnäsa leva 5,5 år.

## Hot
Beståndet hotas regionalt av landskapsförändringar. Enligt uppskattningar minskade hela populationen med 20 procent under 15 år före 2013. IUCN listar arten som nära hoatd (NT).

## Trivia
Dess latinska namn kommer från Vampyrus och Spectrum, d.v.s. "vampyr" och "uppenbarelse" (spöke), och dess engelska namn, Spectral bat, betyder "spöklik fladdermus".
Stor spjutnäsa är även känd som stor falsk vampyrfladdermus (antagligen efter Great false vampire bat, vilket är dess alternativa engelska namn), men är ingen blodsugande fladdermus. Den hör också till en helt annan underfamilj inom bladnäsorna, Phyllostominae, än de egentliga vampyrerna (underfamiljen Desmodontinae). Den vanliga vampyrfladdermusen är t.o.m. en av de mindre fladdermöss som den stora spjutnäsan äter.